# Microcosmus australis
Microcosmus australis är en sjöpungsart som beskrevs av William Abbott Herdman 1899. Microcosmus australis ingår i släktet Microcosmus och familjen lädermantlade sjöpungar. Inga underarter finns listade i Catalogue of Life.